# Cha Junhwan
Cha Junhwan (Hangul: 차준환, sinh ngày 21 tháng 10 năm 2001) là một vận động viên trượt băng nghệ thuật người Hàn Quốc, thi đấu ở hạng mục đơn nam.
Anh là nhà vô địch tại Giải Vô địch Bốn Châu Lục năm 2022, hai lần Vô địch tại Grand Prix cấp thiếu niên, Á quân tại Giải Vô địch Thế Giới 2023, giành Huy chương Đồng tại Grand Prix Final 2018 - 2019, và là nhà Vô địch Quốc gia Hàn Quốc trong 7 năm liên tiếp (2016 - 2023).
Cha là vận động viên nội dung đơn nam đầu tiên của Hàn Quốc giành được huy chương tại Giải Vô địch Bốn Châu Lục, giải Vô địch Thế giới, Grand Prix Final cấp thiếu niên và trưởng thành.

## Tiểu sử
Cha sinh ngày 21 tháng 10 năm 2001 tại Seoul, Hàn Quốc. Anh theo học tại trường Trung học Whimoon và trở thành sinh viên tại Đại học Hàn Quốc vào năm 2020. 
Trước khi bắt đầu sự nghiệp trượt băng nghệ thuật của bản thân, Cha đã hoạt động nghệ thuật với tư cách là một diễn viên, người mẫu, và vũ công ballet nhí.

## Sự nghiệp

### Khởi đầu
Cha bắt đầu trượt băng từ năm 7 tuổi . Huấn luyện viên đầu tiên của anh là cựu vận động viên trượt băng nghệ thuật Shin Hea-sook, người đã từng tham gia Thế Vận hội Mùa đông năm 1980.
Cha tham gia thi đấu tại Giải Vô địch Quốc gia Hàn Quốc năm 2011 và xếp thứ tư. Một năm sau đó, anh giành được huy chương vàng tại giải đấu nói trên. Tại mùa giải 2012 - 2013, Cha đã giành chức vô địch cấp độ thiếu nhi (Novice) tại Cúp trượt băng nghệ thuật châu Á và giải Vô địch Quốc gia cấp độ thiếu niên. Tại giải đấu đầu tiên với cấp độ trưởng thành là giải Vô địch Quốc gia năm 2014, anh xếp thứ 5. Mùa giải 2014 - 2015, Cha đã giành chức Vô địch cho cấp độ thiếu nhi tại Merano Cup và huy chương đồng tại giải Vô địch Quốc gia cấp độ trưởng thành.
Tháng Ba năm 2015, Cha chuyển đến Toronto và trở thành học trò của Brian Orser.

### Cấp độ thiếu niên (Junior)

#### Mùa giải 2015 - 2016
Cha đã giành được huy chương vàng ngay trong lần xuất hiện đầu tiên của bản thân trên đấu trường quốc tế tại giải Skate Canada Autumn Classic 2015. Tại giải Vô địch Quốc gia năm 2016, anh thi đấu với phần tai bị nhiễm trùng và giành được huy chương đồng. Tháng Hai năm 2016,  anh đại diện Hàn Quốc thi đấu tại Thế Vận hội Trẻ Mùa đông ở Lillehammer và hoàn thành ở vị trí thứ 5 chung cuộc. Một tháng sau, anh tiếp tục tham gia giải Vô địch Thế giới cấp độ Thiếu niên  và xếp hạng bảy chung cuộc.

#### Mùa giải 2016 - 2017
Mùa giải này đánh dấu sự xuất hiện của Cha ở Grand Prix cấp độ Thiếu niên với JGP Nhật Bản. Hai bài thi của anh diễn ra gần như hoàn hảo, mang lại cho anh số điểm cá nhân cao nhất tính đến thời điểm đó và xác lập một kỉ lục thế giới về số điểm tổng cao nhất đối với vận động viên nam cấp độ thiếu niên. Việc giành được huy chương vàng tại cuộc thi này đã giúp cho anh có được cơ hội tham gia vào Grand Prix Final cấp độ Thiếu niên và giành được huy chương đồng. Cùng trong năm 2017, Cha đã đạt được danh hiệu Vô địch Quốc gia đầu tiên của mình; đồng thời, anh xếp thứ 5 tại giải Vô địch Thế giới cấp độ Thiếu niên.

### Cấp độ trưởng thành (Senior)

#### Mùa giải 2017 - 2018
Vượt qua những trở ngại về thể chất và trục trặc về giày trượt, Cha giành được tấm huy chương vàng thứ hai tại giải Vô địch Quốc gia. Với số điểm tổng kết cao nhất sau ba cuộc thi đánh giá năng lực và tuyển chọn, anh đã được chọn tham dự Thế Vận hội Mùa đông 2018 được tổ chức tại Pyeongchang với tư cách là đại diện của Hàn Quốc. Anh là vận động viên đơn nam trẻ tuổi nhất tại kì Thế Vận hội năm đó và xếp hạng 15 chung cuộc

#### Mùa giải 2018 - 2019
Mùa giải 2018 - 2019 của Cha khởi đầu khá thuận lợi khi anh xếp hạng 2 chung cuộc tại Autumn Classic với số điểm cá nhân cao nhất . Thành tích tương tự cũng được ghi nhận tại cúp Finlandia.
Tại lần xuất hiện đầu tiên trong một cuộc thi thuộc chuỗi giải Grand Prix, tức Skate Canada 2018, Cha đạt hạng 3 chung cuộc. Điều này đã giúp anh nối tiếp đàn chị Kim Yuna và trở thành vận động viên Hàn Quốc thứ hai giành được huy chương tại chuối giải Grand Prix. Sau đó, tại Grand Prix Helsinki, anh đã mang về cho bản thân tấm huy chương đồng tiếp theo. Thành tích của anh tại hai cuộc thi trên đã giúp anh sở hữu tấm vé đến Grand Prix Final và trở thành vận động viên đơn nam đầu tiên của Hàn Quốc làm được điều này.
Ở Grand Prix Final 2018, Cha đã giành được huy chương đồng, tiếp nối chuỗi thành tích chưa từng có tiền lệ cho nội dung đơn nam của trượt băng nghệ thuật Hàn Quốc. Sau khi Vô địch Quốc gia lần thứ ba liên tiếp, Cha thi đấu tại giải Vô địch Bốn Châu lục 2019. Bài thi ngắn của anh diễn ra khá suôn sẻ và được xếp hạng 2; tuy nhiên, tại phần thi tự do, sáu cú nhảy của anh bị đánh giá là "thiếu vòng" và khiến thành tích của anh tụt xuống hạng 8 và xếp hạng 6 chung cuộc. Anh kết thúc mùa giải với hạng 18 cho cả hai bài thi và hạng 19 chung cuộc tại giải Vô địch Thế giới 2019.